# Усушек
Усу́шек (бел. Усу́шак) — деревня в составе Войниловского сельсовета Чаусского района Могилёвской области Республики Беларусь.

## История
Упоминается не позднее 1633 года (в бытность Льва Сапеги могилевским старостой) как деревня Усушки в составе Горбовичского войтовства Могилевской волости в Оршанском повете ВКЛ.
В 1865 году в составе Кутнянской волости Быховского уезда Могилевской губернии. В 1913 году действовала церковно-приходская школа.

## Население
- 2010 год — 62 человека

## Известные уроженцы
- Синицын, Григорий Иванович (1900— 1947) советский военачальник, генерал-майор.